# خودروی مجاز به خیابان‌روی
خودروی مجاز به خیابانروی، به خودروهایی از جمله خودرو، موتورسیکلت و کامیونت گفته می‌شود که برای حرکت در خیابان و جاده‌های عمومی طراحی شده و مجاز هستند. قاعدتاً این نوع خودرو باید دارای چراغ‌ها و روشنایی مناسب، چراغ‌های راهنما، تجهیزات امنیتی و دیگر چیزهایی که بودن آنها در خودرویی که فقط برای مسابقات آفرود طراحی شده است لازم نیست.